# أولين براون
أولين براون (بالإنجليزية: Olin Browne)‏ هو لاعب غولف أمريكي، ولد في 22 مايو 1959 في واشنطن العاصمة في الولايات المتحدة.

## وصلات خارجية
- أولين براون على موقع رابطة لاعبي الغولف المحترفين (الإنجليزية)
- أولين براون على موقع التصنيف العالمي الرسمي للغولف (الإنجليزية)